# Edward C. Stone

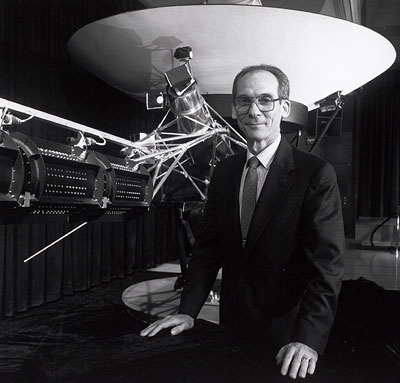
Edward C. Stone vor einem Modell der Voyager-Sonde (1992).

Edward Carroll Stone (* 23. Januar 1936 in Knoxville, Iowa; † 9. Juni 2024 in Pasadena, Kalifornien) war ein US-amerikanischer Physiker, Planetologe und Weltraumforscher.

## Leben
Stone war der Sohn eines Kleinunternehmers und einer Buchhalterin und wuchs in Burlington auf. Er studierte an der University of Chicago Physik mit dem Master-Abschluss 1959 und der Promotion 1964. Danach war er am California Institute of Technology (Caltech), wo er 1967 Assistant Professor und 1976 Professor für Physik wurde. Von 1983 bis 1988 stand er dort der Fakultät für Physik, Mathematik und Astronomie vor. Er war Direktor des Space Radiation Laboratory und 1991 bis 2001 Direktor des Jet Propulsion Laboratory. Dort war er schon ab 1972 als Projekt-Wissenschaftler an der Voyager-Mission beteiligt und später deren Sprecher, was ihm während des Vorbeiflugs der Voyager-Sonden an den großen Planeten öffentliche Bekanntheit verschaffte. Erst 2022 trat er mit 86 Jahren als Projekt-Wissenschaftler der Voyager-Mission zurück.
Schon ab 1961 war Stone in der Weltraumforschung mit Experimenten zur kosmischen Strahlung in Discoverer-Satelliten tätig. 1992 erhielt er die Magellanic Premium, 1999 den Carl Sagan Memorial Award und 2019 den Shaw Prize in Astronomie. Für 2022 wurde Stone die Benjamin Franklin Medal zugesprochen. Er war Mitglied der National Academy of Sciences (1984) und der American Philosophical Society (1993) und erhielt unter zahlreichen Auszeichnungen die NASA Distinguished Service Medal und die National Medal of Science. Von 1971 bis 1973 war er Sloan Research Fellow und 1975 Fellow der American Physical Society. Der Asteroid (5841) Stone wurde nach ihm benannt.
Er war zeitweise Vorstand des Rats der California Association for Research in Astronomy, die die Keck-Observatorien betreibt, und Direktor der W. M. Keck Foundation.
Im Jahr 2023 richtete das Caltech zu seinen Ehren die Edward C. Stone Professorship ein.
Stone starb am 9. Juni 2024 im Alter von 88 Jahren in seinem Zuhause im kalifornischen Pasadena.